# Економіка Вірменії
Вірменія — аграрно-промислова країна. Провідні галузі промисловості: машинобудування і металообробка, хімічна і нафтохімічна, кольорова металургія, виробництво будматеріалів, в тому числі на базі розробки родовищ різнокольорових туфів, перлітів, вапняків, граніту і мармуру. Крім того — харчосмакова, легка промисловість. Важливе значення мають плодівництво і виноградарство. Головний транспорт: автомобільний, залізничний, трубопровідний, повітряний. Діють 10 місцевих летовищ, 3 міжнародних. Усі великі міста Вірменії сполучені повітряними трасами. Найбільший аеропорт, Звартноц, розташовано на околицях Єревану.

## Історія
На початку ХХ століття Вірменія була аграрною країною, основу її економіки складали тваринництво й рослинництво. Промислове виробництво зводилося, г.ч., до розробки корисних копалин на невеликих рудниках і випуску коньяку. Індустріалізація почалася відразу після встановлення радянської влади, і Вірменія поступово перетворилася на сучасну аграрно-індустріальну країну. Розвивалися металообробка, машинобудування, хімічна, легка (текстильна й шкіряно-взуттєва), харчова (плодоовочева, винно-коньячна) промисловість, кольорова металургія, обробка дорогоцінного каміння, виробництво будівельних матеріалів. Промислова продукція прямувала в союзні республіки, звідки Вірменія отримувала сировину й електроенергію. Після розпаду СРСР більша частина промислових підприємств перестала функціонувати, оскільки вони були пов'язані з обслуговуванням військово-промислового комплексу колишнього Радянського Союзу. Порівняно з іншими закавказькими республіками колишнього СРСР економіка Вірменії була вразливішою через особливості її географічного положення і природно-ресурсну базу (відсутність виходу до моря, відсутність ресурсів нафти й газу, низька родючість ґрунтів). Нинішній стан та перспективи розвитку економіки Вірменії багато в чому залежать також від урегулювання карабаського конфлікту.
У структурі ВВП на кінець ХХ ст. переважав аграрний сектор (40 %), частка промисловості — 25 %, сектора послуг — 35 %. У сільському господарстві зайняті 55 % працюючих, в сфері послуг — 25 %, в промисловості — 20 %. Бл. 75 % валового національного продукту виготовляється в приватному секторі.
За даними [Index of Economic Freedom, The Heritage Foundation, U.S.A., 2001]: ВВП — $ 3,4 млрд Темп зростання ВВП — 7,2 %. ВВП на душу населення — $892. Прямі закордонні інвестиції — $ 141 млн Імпорт (енергоносії — газ, нафта; тютюнові вироби, продовольство, необроблені діаманти, добрива, сільськогосподарська техніка) — $ 1,9 млрд (г.ч. Росія — 17,3 %; США — 10,7 %; Бельгія — 10,6 %; Іран — 9,8 %). Експорт — $ 685 млн (г.ч. Бельгія — 36,1 %; Іран — 14,7 %; Росія — 14,5 %; США — 7,0 %). Головні статті експорту — діаманти, машини і обладнання, мідна руда.

## Промисловість
В промисловому секторі завдяки залученню іноземних інвестицій протягом останніх років вдалося запустити ряд важливих об'єктів. Традиційно ведеться добування й обробка будівельних матеріалів: базальту, перліту, вапняку, пемзи, мармуру та інших. Виробляється цемент. На базі розробки міднорудних родовищ у Капані, Каджарані, Агараці та Ахталі працює мідеплавильний комбінат в Алаверді. З місцевої сировини виробляються алюміній, молібден і золото. Здійснюється огранювання діамантів. Працює Ванадзорський хімічний комплекс, до складу якого входить 25 підприємств. Зростає виробництво винно-коньячних виробів. Працюють підприємства з випуску металорізальних верстатів, пресово-формувального обладнання, точних приладів, синтетичної ґуми, шин, пластмас, хімічного волокна, мінеральних добрив, електродвигунів, інструментів, мікроелектроніки, ювелірних виробів, шовкових тканин, трикотажу, панчішно-шкарпеткових виробів, програмного забезпечення.

## Сільське господарство
Під сільськогосподарські потреби відведено приблизно 45 % площі країни, причому обробляється лише 20 %. На пасовищні угіддя припадає 25 %. Великі масиви орних земель є тільки у трьох районах: на Араратській рівнині, де звичайно збирають два-три урожаї на рік, у долині річки Аракс і на рівнинах, прилеглих до озера Севан. Ґрунтова ерозія є серйозною перешкодою для розвитку землеробства. Основні сільськогосподарські культури — баштанні, картопля, пшениця, виноград, плодові, ефіроолійні, цукровий буряк, бавовна, тютюн, чай. Тваринництво спеціалізується на молочно-м'ясному скотарстві, у гірських районах розводять овець.

## Азартні ігри
Азартні ігри у Вірменії є легальними і стали популярними після здобуття незалежності 1990 року. У Вірменії діють чотири великих казино, кілька ігрових залів, зали для бінго та інші заклади з азартними іграми. Ігрові оператори повинні отримати ліцензію в Міністерстві фінансів.